# Crassantenna comosa
Crassantenna comosa är en kräftdjursart som beskrevs av Edward Bradford 1969. Crassantenna comosa ingår i släktet Crassantenna och familjen Aetideidae. Inga underarter finns listade i Catalogue of Life.